# Aeroport Internacional de Hong Kong

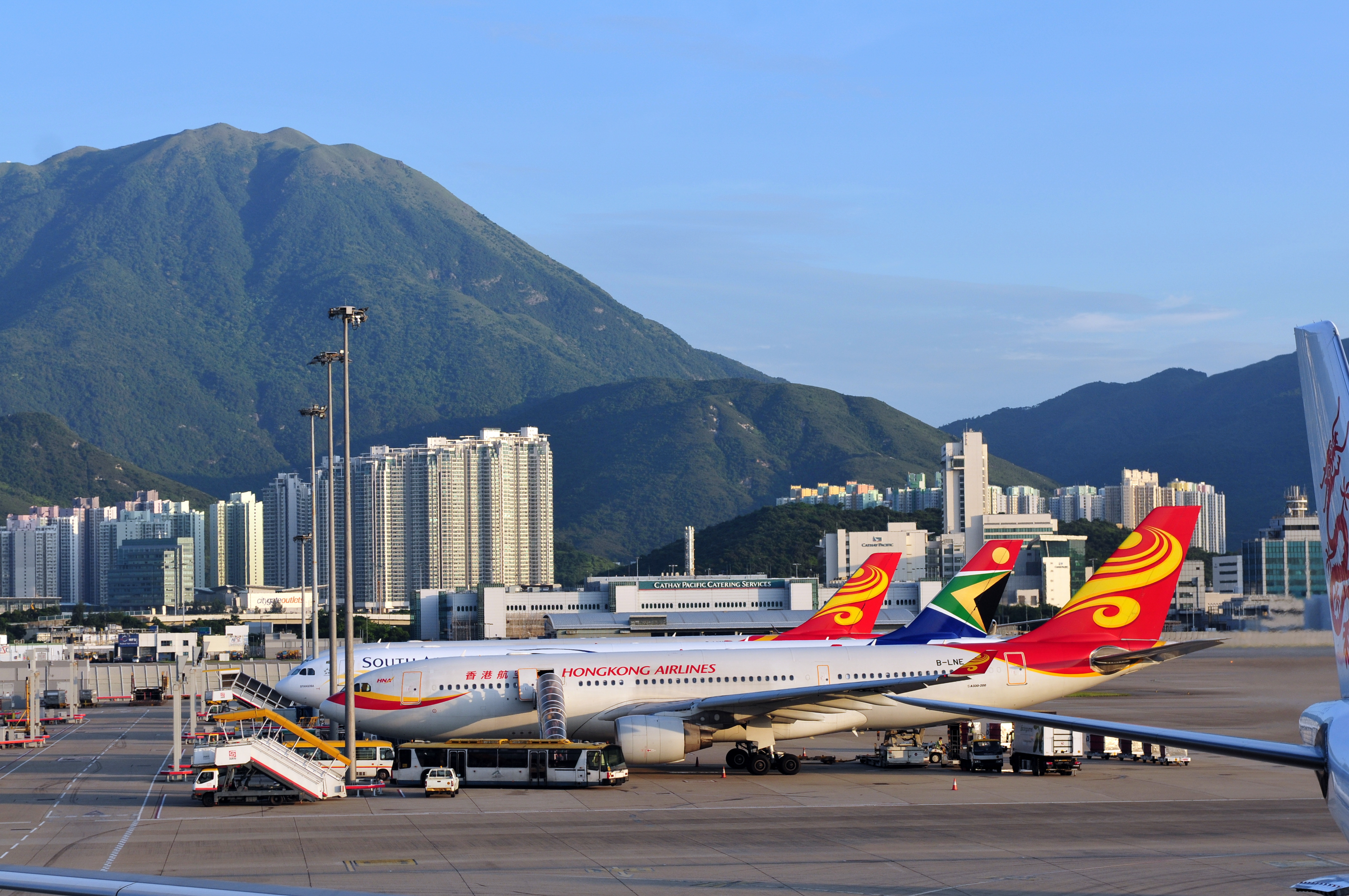
Vista general.

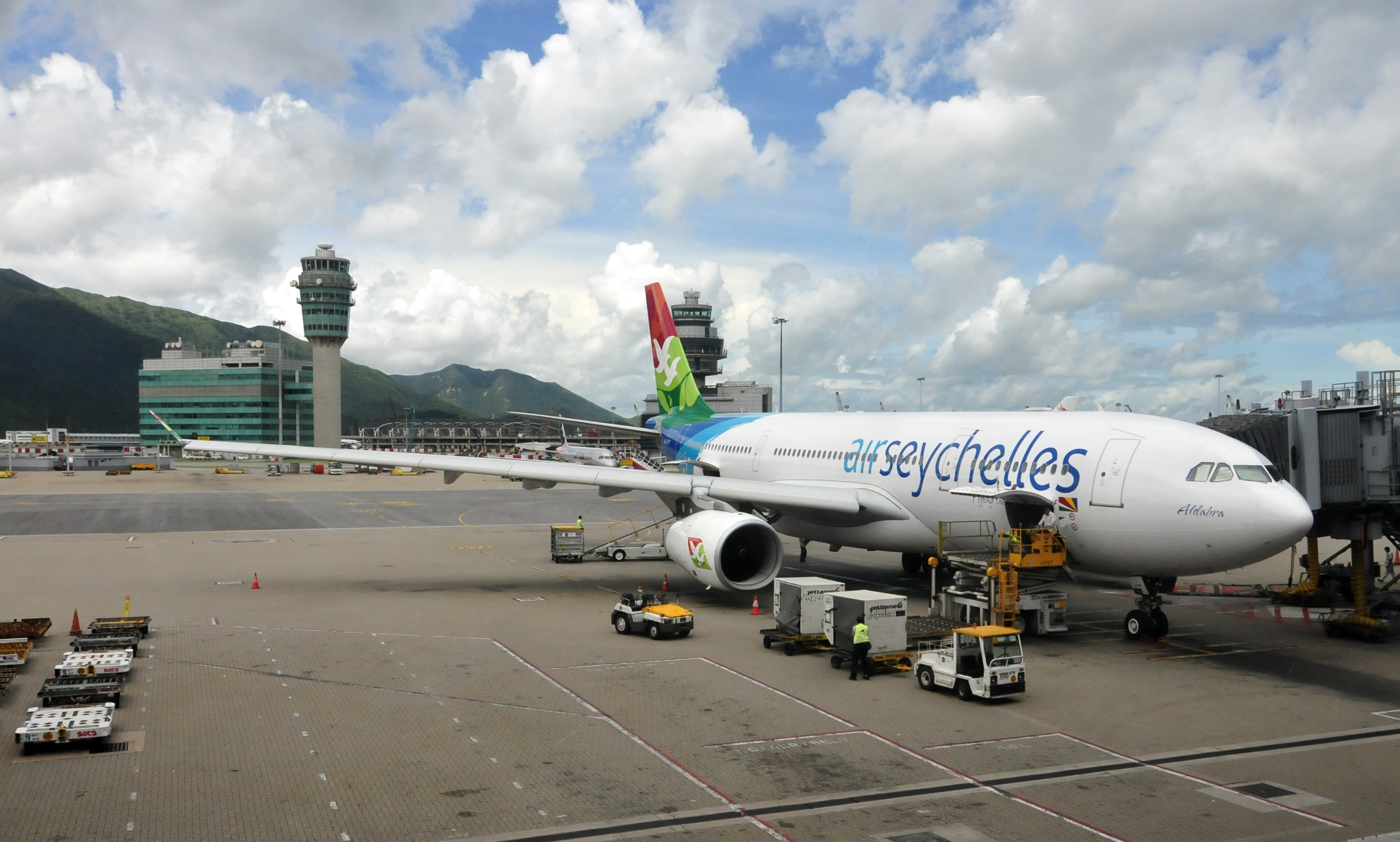
Un Airbus A330 amb passarel·la de desembarcament, i la torre de control al fons.

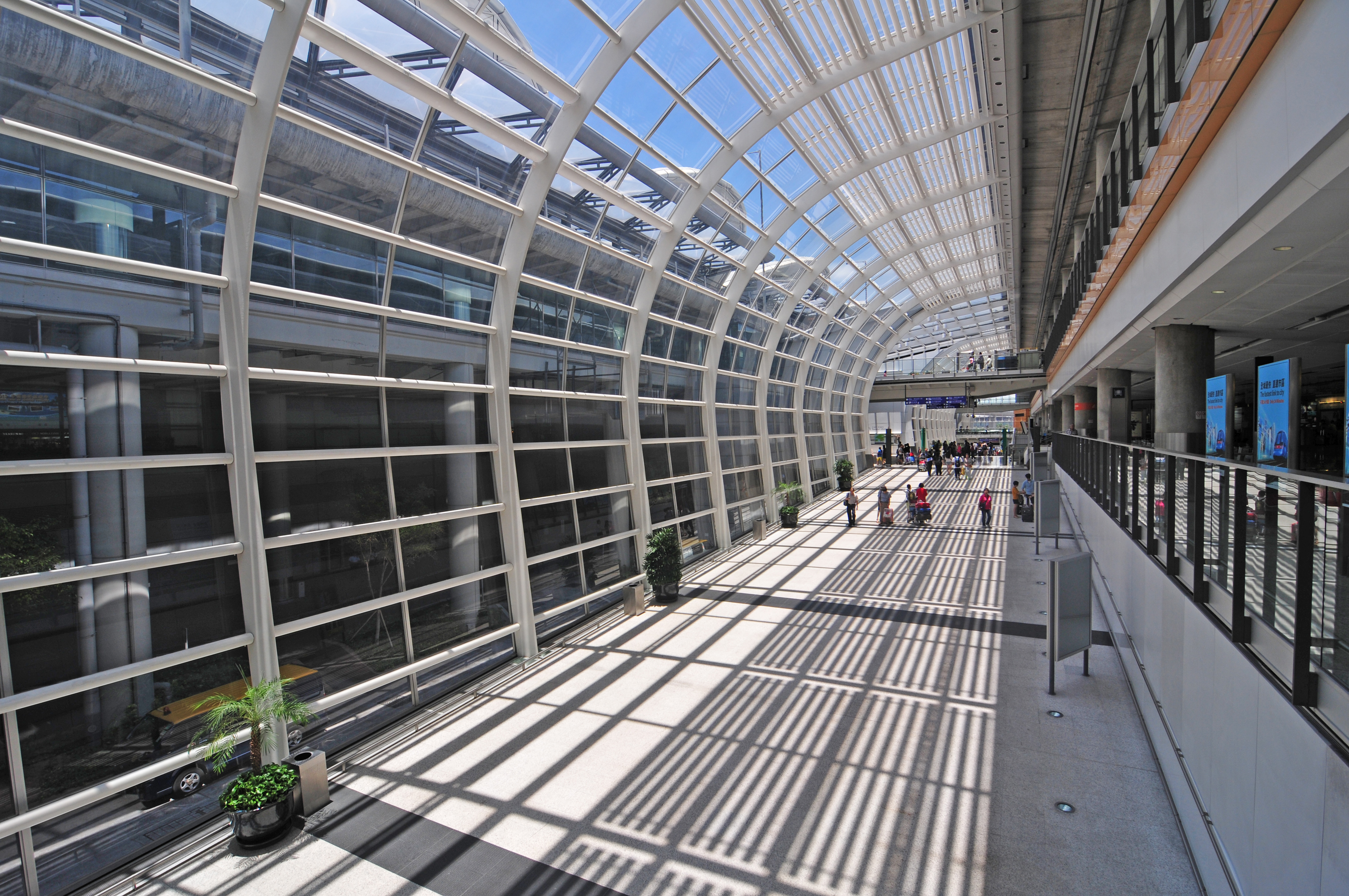
Zona de pas.

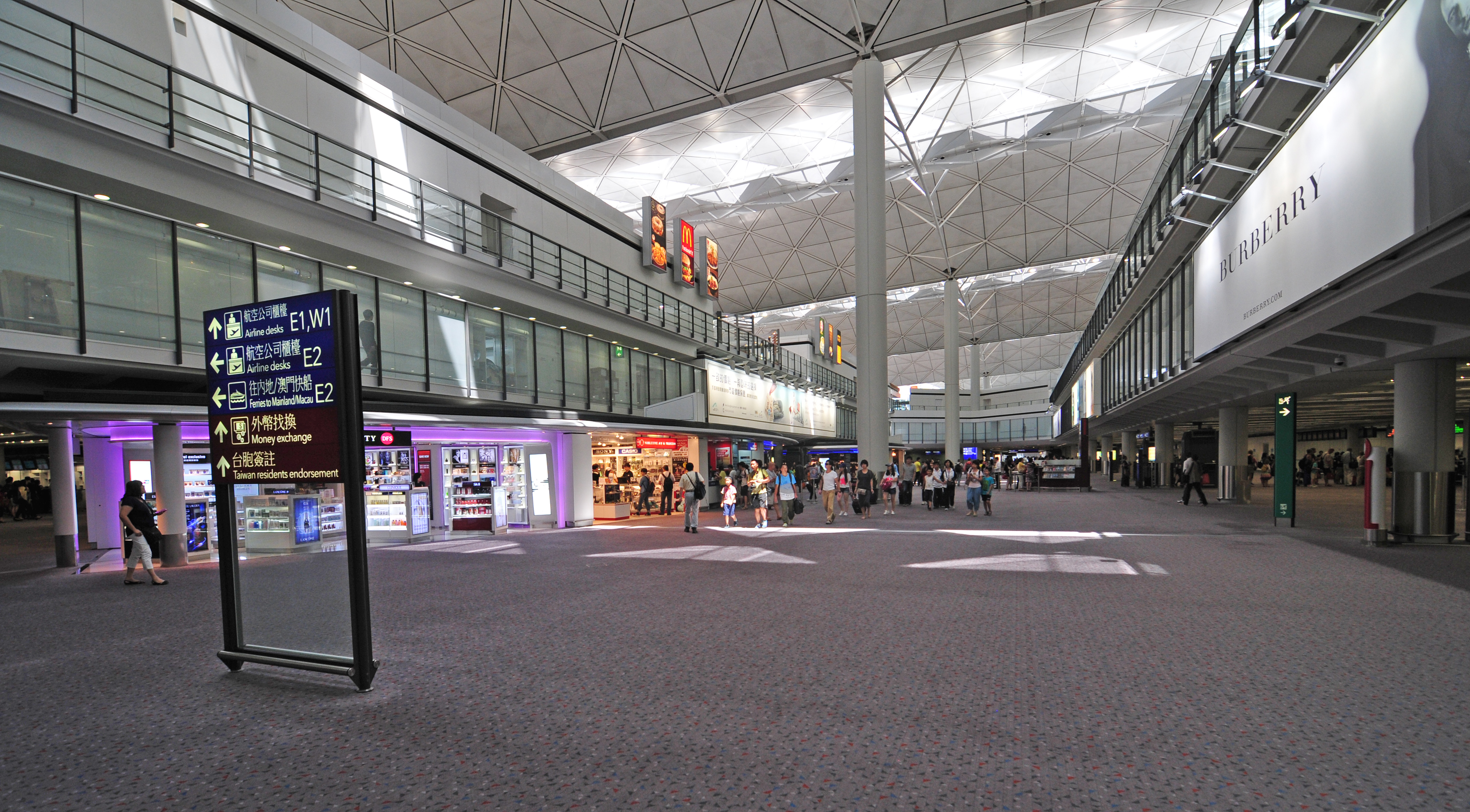
Interior.

L'Aeroport Internacional de Hong Kong (codi IATA: HKG, codi OACI: VHHH) (en xinès: 香港國際機場; en pinyin: Xiānggǎng guójì jīchǎng; en anglès: Hong Kong International Airport) o també conegut com a Aeroport de Chek Lap Kok és un aeroport internacional que dona servei a la regió especial administrativa de Hong Kong, a la República Popular de la Xina. Està localitzat en una illa artificial nascuda de les illes naturals de Chek Lap Kok i Lam Chau, situades al nord de l'illa de Lantau. L'any 2016, va gestionar més de 70 milions de passatgers convertint-se en el vuitè aeroport més ocupat del món. Pel que fa al transport de mercaderies, és el primer aeroport a nivell mundial amb 4.615.241 tones de càrrega durant l'any 2016. És operat per l'Autoritat Aeroportuària de Hong Kong i és el principal centre de connexions de Cathay Pacific Airways, Cathay Dragon, Hong Kong Express Airways, Hong Kong Airlines i Air Hong Kong. A més, és una ciutat focal per les aerolínies Vietnam Airlines, Garuda Indonesia, China Airlines i Air New Zealand.
La terminal de passatgers de l'aeroport va ser dissenyada per l'arquitecte Norman Foster.

## Història
L'aeroport va ser construït sobre una gran illa artificial, construïda a partir de les illes muntanyoses de Chek Lap Kok i Lam Chau, que van ser arrasades i es van anar unint a causa de l'acumulació d'escombraries produïda pels seus propis abocadors. Està connectat amb la costa nord de l'illa de Lantau prop de l'històric poble de Tung Chung. Aquesta infraestructura substitueix a lAntic Aeroport Internacional de Hong kong (més conegut amb el nom dAeroport Internacional de Kai Tak) que es trobava a la ciutat de Kowloon i només tenia una sola pista situada entre els edificis de la ciutat i la badia de Kowloon.
La construcció del nou aeroport va ser part d'un programa més ampli, l'Airport Core Programme, que també va incloure la construcció d'una nova carretera i un ferrocarril que uneix la ciutat amb l'aeroport mitjançant nombrosos ponts i túnels. Aquest projecte ha estat el projecte més preuat per a un aeroport, inclòs dins el "Guinness World Records".
El terreny accidentat de la regió en va fer necessària la construcció d'una illa artificial. Es va aplanar la superfície de les dues illes muntanyoses de Chek Lap Kok i Lam Chau i dur-ne a terme la reunificació amb la runa sobrant del procés d'aplanament.
L'aeroport va ser obert el 6 de juliol de 1998, la construcció va durar sis anys i va costar prop de 20 milions de dòlars estatunidencs. els arquitectes encarregats de dissenyar el projecte foren Foster and Partners. Després d'entre 3 i 5 mesos de la seva obertura, es van produir una sèrie de greus problemes tècnics, principalment mecànics però també de gestió. En un moment donat fins i tot el govern va decidir reobrir la terminal per a vaixells de càrrega de l'antic Aeroport Internacional de Kai Tak per tal de gestionar el trànsit de mercaderies des d'allà a causa d'un problema a la nova terminal de càrrega de l'aeroport, anomenada Super Terminal One (ST1). Afortunadament, les coses van tornar a la normalitat després de 6 mesos i l'aeroport va començar a operar normalment.
L'any 2007, va ser nomenat millor aeroport del món del 2007 segons una enquesta de Skytrax als passatgers internacional de l'aeroport. Aquest mateix any va aconseguir posar-se en el tercer lloc dins el rànquing d'aeroports amb més tràfic de passatgers d'Àsia i el segon a nivell mundial pel que fa al transport de mercaderies.

## Terminals
- Terminal 1: És la tercera terminal de passatgers més gran del món amb 570,000 m², per darrere de la Terminal 3 de l'Aeroport Internacional de Dubai i la Terminal 3 de l'Aeroport Internacional de Pequín.
- Terminal 2: Va ser oberta el 28 de febrer de 2007 juntament amb l'Skyplaza. S'utilitza únicament com a punt de facturació d'equipatges i no disposa de les instal·lacions adequades per tal de rebre viatgers (els passatgers són transporttats a la Terminal 1).
- Vestíbul Satèl·lit Nord: Aquesta terminal va obrir les portes al desembre de 2009 i està dissenyada per a rebre avions de fuselatge estret. Compta amb 10 passarel·les d'embarcament i té una superfície de 200.000 m² amb capacitat de rebre més de 5 milions de passatgers anuals.

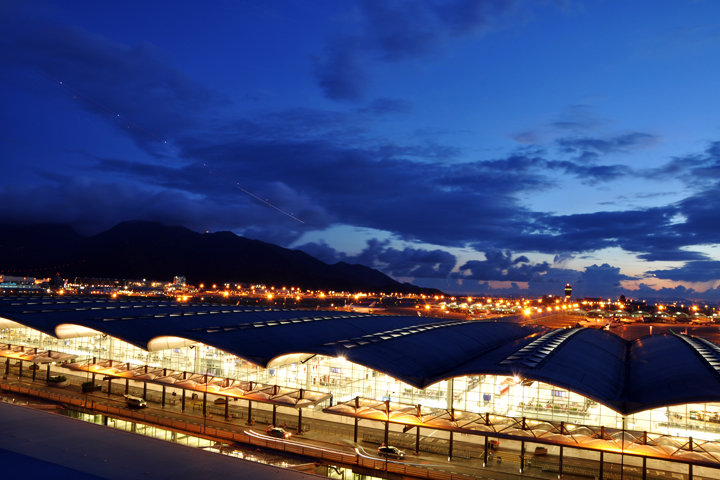
Vista exterior del conjunt aeroportuari durant la nit.
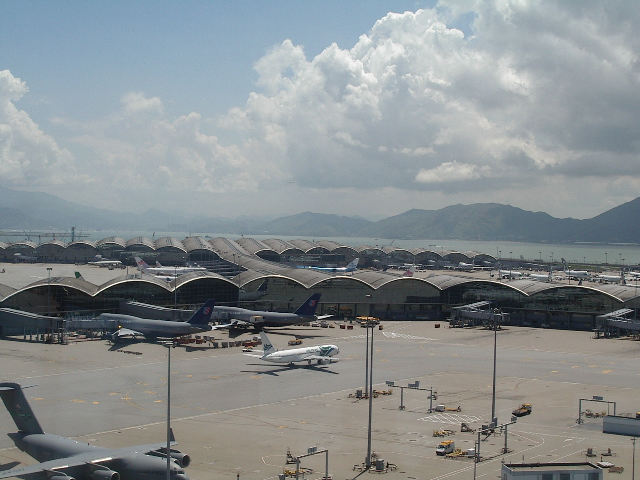
Aeronaus aparcades a l'Aeroport Internacional de Hong Kong.
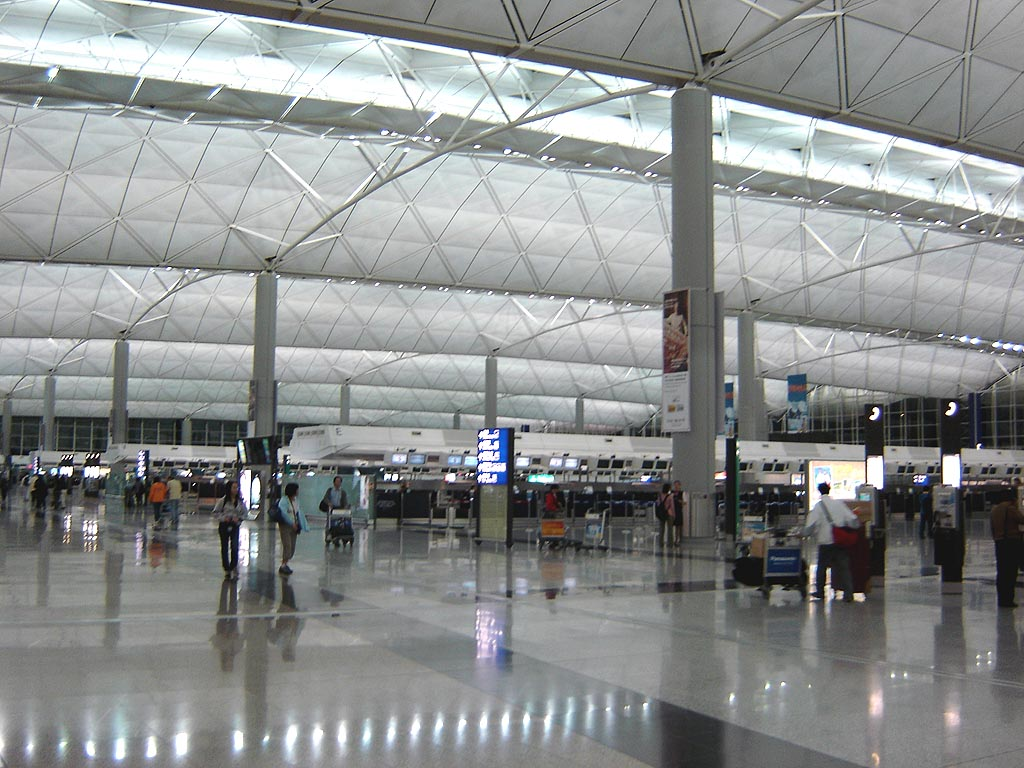
Mostradors de facturació a la Terminal 1.
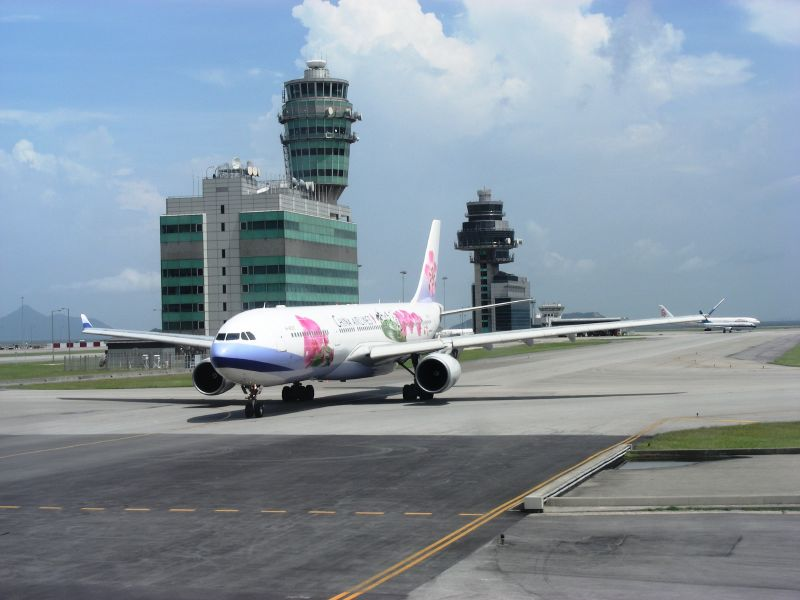
La torre de control i un Airbus A330 de China Airlines aparcat a l'aeroport.

## Aerolínies i destinacions
| Companyia                               | Destinacions | Terminal |
| --------------------------------------- | --- | -------- |
| Air China                               | Chengdu, Chongqing, Dalian, Pequín-Capital, Tianjin | 1        |
| Air India                               | Delhi, Osaka-Kansai, Seül-Incheon | 1        |
| AirAsia                                 | Kota Kinabalu, Kuala Lumpur, Penang | 2        |
| All Nippon Airways                      | Osaka-Kansai, Tòquio-Haneda | 1        |
| All Nippon Airways operat per Air Japan | Tòquio-Narita | 1        |
| Asiana Airlines                         | Busan, Seül-Incheon | 1        |
| Bangkok Airways                         | Bangkok-Suvarnabhumi, Koh Samui | 2        |
| Biman Bangladesh Airlines               | Dhaka | 1        |
| Cathay Pacific                          | Abu Dhabi, Bangkok-Suvarnabhumi, Barcelona, Bombai, Cebu, Chennai, Colombo, Delhi, Denpasar/Bali, Dubai, Fukuoka, Ciutat Ho Chi Minh, Jakarta-Soekarno-Hatta, Jeddah, Johannesburg, Karachi, Kuala Lumpur, Manila, Nagoya-Centrair, Osaka-Kansai, Penang, Pequín-Capital, Perth, Riyadh, Sapporo-Chitose, (comença el 31 del març del 2019), Seül-Incheon, Singapur, Surabaya, Taipei-Taoyuan, Tòquio-Haneda, Tòquio-Narita, Xangai-Pudong de temporada: Langkawi | 1        |
| Cebu Pacific                            | Cebu, Clark, Manila | 1        |
| China Airlines                          | Jakarta-Soekarno-Hatta, Kaohsiung, Taipei-Taoyuan | 1        |
| China Eastern Airlines                  | Fuzhou, Hangzhou, Hefei, Jinan, Kunming, Nanchang, Nanjing, Ningbo, Qingdao, Shijiazhuang, Taiyuan, Wenzhou, Wuxi, Xangai-Hongqiao, Xangai-Pudong, Xi'an | 1        |
| China Southern Airlines                 | Changchun, Guangzhou, Guilin, Meixian, Nanning, Pequín-Capital, Shantou, Shenyang, Wuhan, Yiwu, Zhanjiang, Zhengzhou | 1        |
| Delta Air Lines                         | Detroit, Tòquio-Narita | 1        |
| Cathay Dragon                           | Bangalore, Busan, Changsha, Chengdu, Chongqing, Dhaka, Fukuoka, Fuzhou, Guangzhou, Hangzhou, Hanoi, Kaohsiung, Katmandú, Kota Kinabalu, Kunming, Manila, Naha, Nanjing, Ningbo, Pequín-Capital, Phnom Penh, Phuket, Qingdao, Sanya, Taipei-Taoyuan, Wuhan, Xangai-Hongqiao, Xangai-Pudong, Xiamen de temporada: Sendai | 1        |
| El Al                                   | Tel-Aviv | 1        |
| Emirates                                | Bangkok-Suvarnabhumi, Dubai | 1        |
| EVA Air                                 | Taipei-Taoyuan | 1        |
| Garuda Indonesia                        | Denpasar/Bali, Jakarta-Soekarno-Hatta, Surabaya | 1        |
| Hong Kong Airlines                      | Bangkok-Suvarnabhumi, Denpasar/Bali, Guilin, Hangzhou, Hanoi, Kunming, Moscou-Xeremètievo, Pequín-Capital, Sanya, Singapur, Taipei-Taoyuan, Tòquio-Narita, Xangai-Hongqiao, Xangai-Pudong de temporada: Naha | 2        |
| Hong Kong Express Airways               | Haikou, Harbin, Kaohsiung, Manila, Naha, Osaka-Kansai, Pequín-Capital, Sanya, Sapporo-Chitose, Taichung, Xangai-Pudong de temporada: Seül-Incheon | 2        |
| Indonesia AirAsia                       | Medan | 2        |
| Japan Airlines                          | Tòquio-Haneda, Tòquio-Narita | 1        |
| Jeju Air                                | Seül-Incheon | 1        |
| Jetstar Asia Airways                    | Singapur | 2        |
| Jet Airways                             | Bombai, Delhi | 2        |
| Juneyao Airlines                        | Xangai-Pudong | 2        |
| Kingfisher Airlines                     | Bombai, Delhi | 2        |
| Korean Air                              | Busan (finalitza el 28 d'octubre del 2018), Cheongju, Seül-Incheon, | 1        |
| Malaysia Airlines                       | Kota Kinabalu, Kuala Lumpur, Kuching | 1        |
| Mandarin Airlines                       | Kaohsiung, Taichung | 1        |
| Mega Global Air                         | Gan | 1        |
| MIAT Mongolian Airlines                 | Ulan Bator | 1        |
| Nepal Airlines                          | Katmandú | 1        |
| Orient Thai Airlines                    | Bangkok-Suvarnabhumi | 1        |
| Pakistan International Airlines         | Bangkok-Suvarnabhumi, Islamabad, Lahore | 1        |
| Philippine Airlines                     | Cebu, Manila | 2        |
| Royal Brunei Airlines                   | Bandar Seri Begawan | 1        |
| Royal Jordanian                         | Amman-Reina Alia, Bangkok-Suvarnabhumi | 2        |
| Saudi Arabian Airlines                  | Dammam, Jeddah, Riyadh | 1        |
| Shanghai Airlines                       | Xangai-Hongqiao, Xangai-Pudong, Xuzhou | 1        |
| Shenzhen Airlines                       | Jinjiang | 2        |
| Sichuan Airlines                        | Beihai, Chengdu | 1        |
| Singapore Airlines                      | San Francisco, Singapur | 1        |
| Spring Airlines                         | Shijiazhuang, Xangai-Pudong | 2        |
| SriLankan Airlines                      | Bangkok-Suvarnabhumi, Colombo | 1        |
| Thai AirAsia                            | Bangkok-Suvarnabhumi, Phuket | 2        |
| Thai Airways International              | Bangkok-Suvarnabhumi, Phuket, Seül-Incheon | 2        |
| Tiger Airways                           | Singapur | 2        |
| United Airlines                         | Chicago-O'Hare, Ciutat Ho Chi Minh, Guam, Nova York-Newark, San Francisco, Singapur | 1        |
| Vietnam Airlines                        | Hanoi, Ho Chi Minh | 1        |
| Virgin Atlantic Airways                 | Sydney, | 1        |
| Xiamen Airlines                         | Xiamen | 1        |